# Focșani
Focșani (pronunciado [fokˈʃanʲ]; en alemán: Fokschan; en húngaro: Foksány) es una ciudad con estatus de municipiu de Rumanía. Es la capital del distrito de Vrancea y se ubica en las orillas del río Milcov en la región histórica de Moldavia. Según un censo de población del 2012, posee 73 868 habitantes. Un asentamiento ha existido en esta ubicación desde el siglo XIII, donde se encuentra Civitas Milcoviae, la sede católica del Obispado de Milcov.

## Geografía
Focșani se ubica en un punto de convergencia de las placas tectónicas, por lo que tiene un elevado índice de riesgo sísmico. Es uno de los mayores productores vitivinícolas del país de Rumania. Un vino famoso de esa región se llama Weisse von Fokshan . Al noreste de Focsani se encuentra Odobești, una localidad de Vrancea. La zona es rica en hierro, carbón, cobre y petróleo.

## Historia
Al ser una ciudad ubicada en la frontera moldavo-valaca, Focsani se convirtió en un importante centro de comercio a mitad de camino entre el Imperio ruso y los Balcanes hacia 1700. Un congreso entre un emperador ruso y un diplomático otomano tuvo lugar en 1772. Cerca de la ciudad, los otomanos sufrieron una grave derrota a manos de las fuerzas aliadas de la monarquía Habsburgo en virtud de Príncipe Frederick Josias de Saxe-Coburgo-Saalfeld y de la Rusia Imperial en virtud de Aleksandr Suvórov en 1789 (véase Batalla de Focsani).
En la década de 1850 (después de la guerra de Crimea), Focsani creció en importancia como el centro de las actividades en favor de la unión entre Valaquia y Moldavia (el Principado del Danubio), lo que lleva a la doble elección de Alexander John Cuza en Iasi y en Bucarest. Lugo de esto, fue creado un Centro de Regulación de la Legislación de los dos países, así como una Corte Suprema de Justicia. Las dos instituciones fueron erradicadas en 1846, cuando el Principado de Rumania fue fundado como un estado unificado. El rol de Facsani en la formación de la Rumania moderna fue galardonado con el Obelisco de la Plaza de la Unión.
El 30 y 31 de diciembre de 1881, luego del impacto del sionismo en la Comunidad Rumana Judía, el Primer Congreso de todas las Uniones de Rumania para la promoción de la colonización de Israel fue llevado a cabo en Focsani. Allí hubo 51 delegados representando 32 organizaciones, dos editores de prensa, tres reporteros y varios invitados importantes. Este Congreso de 1881 fue el primero en hacerse. Dieciséis años después, la Organización Mundial Zionista, cuyo Congreso se llevó a cabo en Basilea tuvo gran influencia de los judíos de Rumania y sus actos lograron cierta fama en sus países limítrofes.
En 1917, durante la campaña rumana de la Primera Guerra Mundial, Focsani y Galaţi formaban parte de una línea de fortificaciones conocida como la Línea Siret. Un armisticio se firmó en la ciudad el 9 de diciembre de 1917, entre el Reino de Rumania y de las Potencias Centrales.
En 1944, durante la Segunda Guerra Mundial, Focsani se suponía que iba a ser parte de la línea fortificada Focsani-Nămoloasa-Galaţi, siendo parte de las 9 divisiones de élite que se preparaban para resistir al Ejército Rojo soviético el avance de después de la batalla de Târgul Frumos. Sin embargo, debido al giro de los acontecimientos de 23 de agosto de 1944 (véase Rumania durante la Segunda Guerra Mundial), esto nunca se materializó.

## Escudo de armas
La ubicación de Focsani en el río Milcov que divide Valaquia y Moldavia se muestra en su escudo de armas, que representa a los emblemas heráldicos de los principados y un apretón de manos.

## Personas notables
- Felipe VI de España